# Sturmabteilung
Le Sturmabteilung (pronuncia /ˈʃtʊɹm.æbˌtaɪ.lʊŋ/ , abbreviate SA) nella prima accezione furono reparti d'assalto speciali costituiti dall'Impero tedesco durante il primo conflitto mondiale. Il termine letteralmente significa "battaglione d'assalto", anche se in italiano dalla traduzione del suo plurale Sturmabteilungen col più generico "reparti d'assalto", si è poi affermata nell'uso comune e nella letteratura storica-scientifica l'espressione "squadre d'assalto".
In seguito il loro nome fu ripreso, ed anche abbreviato con la sigla SA, dal primo gruppo paramilitare del Partito Nazista e divennero note anche come camicie brune dal colore della loro divisa.
Le SA svolsero un ruolo di rilievo nell'ascesa al potere di Adolf Hitler fra il secondo e il terzo decennio del XX secolo. Si occuparono principalmente di proteggere i raduni e le assemblee naziste, di interrompere le riunioni dei partiti avversari, mobilitandosi contro i loro corpi paramilitari, come la Lega dei Combattenti del Fronte Rosso (Rotfrontkämpferbund) del Partito Comunista di Germania, nonché di portare a termine spedizioni punitive e atti intimidatori nei confronti di rom, sindacalisti ed ebrei, ad esempio nel 1933, in vista del boicottaggio nazista del commercio ebraico.
Sarebbero poi divenute il braccio armato dei nazisti nel fallito putsch della birreria di Monaco nel 1923, organizzato da Ernst Röhm insieme a Hitler ed al generale Erich Ludendorff. Il fallito colpo di Stato portò Hitler ad una condanna a cinque anni di reclusione, allo scioglimento delle SA e del partito nazista.
Nell'aprile del 1924 furono rifondate con il nome di Frontbann. Nel febbraio del 1925 il bando fu tolto e le SA ripresero il loro nome originario.
Nel 1926 Hitler nominò comandante delle SA Franz Pfeffer von Salomon che ne fece crescere il numero degli iscritti.

## Storia

### Antefatti
Durante la prima guerra mondiale l'VIII Corpo tedesco fu incaricato di formare, sul fronte Occidentale gli Sturmabteilung, reparti specializzati per testare armi sperimentali, sviluppare tattiche risolutive di una situazione di stallo operativo, attuando missioni tattiche di infiltrazione in squadre di pochi soldati ciascuna. La prima unità fu ufficialmente autorizzata ad operare dal 2 marzo 1915.  Il 2 ottobre 1916, il Generalquartiermeister Erich Ludendorff ordinò a tutti i reparti dislocati a ovest di formare un battaglione di truppe d'assalto. che trovarono impiego per la prima volta in appoggio logistico all'ottava armata durante l'Assedio di Riga e poi nella Disfatta di Caporetto. Nel marzo 1918, ebbe luogo un impiego più estensivo sul fronte occidentale per l'Offensiva di primavera, quando le linee alleate furono respinte con successo per alcune decine di chilometri.

### Fondazione delle SA naziste
Il nome iniziale del gruppo, nato come Freikorp ad opera di Emil Maurice nel febbraio 1920 è Saalschutz Abteilung , lett. Battaglione/Reparto di difesa della Sala (sottointendendo quella delle riunioni) in seguito abbreviato in Saal-Schutz. Nell'agosto del 1921, unito col gruppo di Hermann Ehrhardt, divenne Sportabteilung (squadra sportiva), ma a partire dal 5 ottobre 1921 il corpo assunse il nome di Sturmabteilung, mutuandolo dalle truppe d'assalto del 1915

### Ascesa: dal 1919 al 1923
Frattanto, nel gennaio 1919, era stato costituito a Monaco il DAP (Deutsche Arbeiterpartei, Partito dei Lavoratori Tedeschi) al quale Adolf Hitler si sarebbe unito nel novembre dello stesso anno. La sua retorica e la padronanza dei nuovi media segnarono la sua rapida affermazione all'interno dell'organismo. All'inizio del 1920, aveva già raggiunto una certa autorità nel partito, che a febbraio mutò il proprio nome in NSDAP (Nationalsozialistische Deutsche Arbeiterpartei, Partito Nazionalsocialista Tedesco dei Lavoratori). Per intercettare voti e consensi fra i lavoratori di sinistra, il comitato esecutivo del partito decise di aggiungere la parola  "socialista", anche a seguito delle obiezioni sollevate da Hitler.
I primi nuclei paramilitari della Sturmabteilung erano stati informalmente coinvolti allo scopo. Proponendosi l'obiettivo di supportare la crescita del partito mediante una robusta azione di propaganda, Hitler convinse il comitato direttivo a investire nel Münchener Beobachter (successivamente ribattezzato Völkischer Beobachter) per un primo raduno di massa nella Hofbräuhaus, fissato per il 16 ottobre 1919, al quale parteciparono circa 70 persone. Un secondo incontro dello stesso tipo fu annunciato per il 13 novembre nella birreria Eberl-Bräu, con l'azione concomitante di circa 130 persone. Alcuni disturbatori furono prontamente allontanati dai militari amici di Hitler, mentre gli agitatori «volarono giù per le scale con le teste squarciate» . Il 24 febbraio 1920, duemila persone si diedero appuntamento all'Hofbräuhaus per la prima esposizione pubblica del programma in venticinque punti del partito. Quando alcuni contestatori tentarono di sovrastare la voce del leader, furono prontamente raggiunti dai suoi ex commilitoni armati dei loro manganelli di gomma. In questo modo, erano state gettate le fondamenta politiche per la costituzione delle SA.
Dopo l'incidente del febbraio 1920 all'Hofbräuhaus, Emil Maurice riunì intorno a sé un sottogruppo permanente degli iscritti al partito, per utilizzarla come distaccamento di protezione della sala riunioni (Saalschutzabteilung ) per il DAP. All'inizio, il gruppo era scarsamente strutturato e si fece chiamare anche col nome di Ordnertruppen.  Trascorso poco più di un anno, il 3 agosto 1921, Hitler ribattezzò il gruppo come la "Divisione ginnastica e sport" del partito (Turn- und Sportabteilung), forse per evitare problemi con il governo per quello che il partito ben riconosceva come una funzione o un organo opportuno, per non dire indispensabile. La futura SA si sviluppò organizzando e fondando poi una formale ufficialità ai gruppi di ex soldati e provocatori della birreria che avevano ricevuto l'incarico di proteggere le riunioni del partito nazista dalle interruzioni dei socialdemocratici dell'SPD e dei comunisti del KPD, oltre a quello di ostacolare la vita politica dei loro rispettivi movimenti. Nel settembre 1921, il gruppo stava utilizzando il nome Sturmabteilung (SA) ancora in via informale nell'ambito della propria attività quotidiana, mentre Hitler era già divenuto il leader ufficiale del partito nazista.
Il 4 novembre 1921, la Hofbräuhaus di Monaco fu il teatro di un grande raduno pubblico dei nazisti, che attrasse l'attenzione di molti comunisti e altri avversari. A un certo punto dell'orazione di Hitler, l'incontro si tramutò in una baruffa nella quale un ristretto novero di militi della compagnia delle SA ebbe la meglio. I nazisti commemorarono questo episodio Saalschlacht ("battaglia nella sala riunioni"), che con il passare del tempo assunse dimensioni leggendarie nella mitologia delle SA. Da allora in poi, il gruppo fu ufficialmente conosciuto come Sturmabteilung.
La guida della SA passò da Maurice al giovane Hans Ulrich Klintzsch, un ex ufficiale di marina, membro della Marine-Brigade Ehrhardt (famosa per il tentato Putsch di Kapp), nonché membro dell'Organizzazione Consul. Con Hitler al potere, i nazisti iniziarono ad adottare le tecniche di gestione più professionali dei militari.
Dopo il tentativo fallito di colpo di Stato del 1920, il partito nazista fu messo fuori legge dal 1922 al 1923. Ciononostante, creò lo Jugendbund, la sezione giovanile per giovani maschi fra i quattordici e i diciotto anni di età. Ad esso succedette la Gioventù hitleriana (Hitlerjugend, HJ) che rimase sotto il comando delle SA fino al maggio 1932. Nel 1922, Hermann Göring si unì al Partito nazista, dopo aver ascoltato un discorso di Hitler, che nel 1923 gli assegnò il comando delle SA in qualità di Oberster SA-Führer (luogotenente generale), poi promosso al grado di SA-Gruppenführer (tenente generale) che avrebbe mantenuto all'interno delle SA fino al 1945, pur rivestendo il ruolo di capo supremo della Luftwaffe.
Dal 1925 fu istituito un nucleo speciale di SA quale guardia personale di Adolf Hitler e per sorvegliare i raduni del partito. Esso riprese, abbreviato, il nome storico Saal-Schutz, da cui la sigla SS, che In seguito venne a significare SchutzStaffel, cioè letteralmente Schiere di protezione. Lo stesso anno si unì all'unità Heinrich Himmler che ne prese il comando dal 1929, iniziando a potenziarla in una vera formazione paramilitare, ma sempre all'interno delle SA.

### La guida di Röhm e la presa del potere

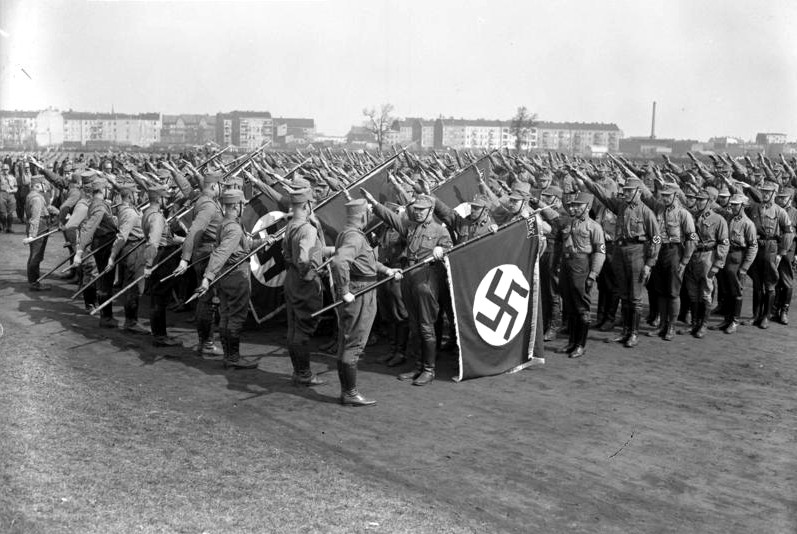
Adunata delle SA a Berlino nella primavera del 1933

Dal 1930 furono di fatto organizzate e guidate da Ernst Röhm, che ne assunse la guida ufficiale nel 1931. Erano soprannominate Beefsteak (bistecca - nera fuori, rossa dentro), perché ne facevano parte numerosi ex socialdemocratici ed ex comunisti.
Divennero 170.000 nel 1930, e nel 1933 le SA arrivarono a contare effettivi per più di due milioni.
Quando il nazismo non era ancora al potere si lanciarono in scorribande e tumulti di piazza contro i più odiati avversari dei nazisti, ovvero gli Spartachisti. Le SA contribuirono con le loro intimidazioni all'ascesa al potere di Hitler, nella sostanziale impunità da parte della polizia. Arrivarono nei primi mesi del 1932 a 400.000 membri a causa della disoccupazione, continuavano a costituire la maggiore forza d'urto nelle mani di Hitler. Durante la vittoriosa campagna elettorale per le elezioni del 1932 furono mandate all'assalto degli oppositori ed i maggiori disordini si verificarono in Prussia, dove, nel periodo in cui avvenne il cosiddetto Preußenschlag, il colpo di Stato prussiano, vi furono 82 morti ed oltre 400 feriti.
Le SA furono ancora impiegate per reprimere violentemente qualsiasi forma di protesta fino al 27 febbraio 1933, quando l'incendio del Reichstag fornì il pretesto al nuovo Cancelliere per convincere il presidente Hindenburg a emanare il decreto di restrizione dei diritti civili.

### La crisi tra Hitler e Röhm

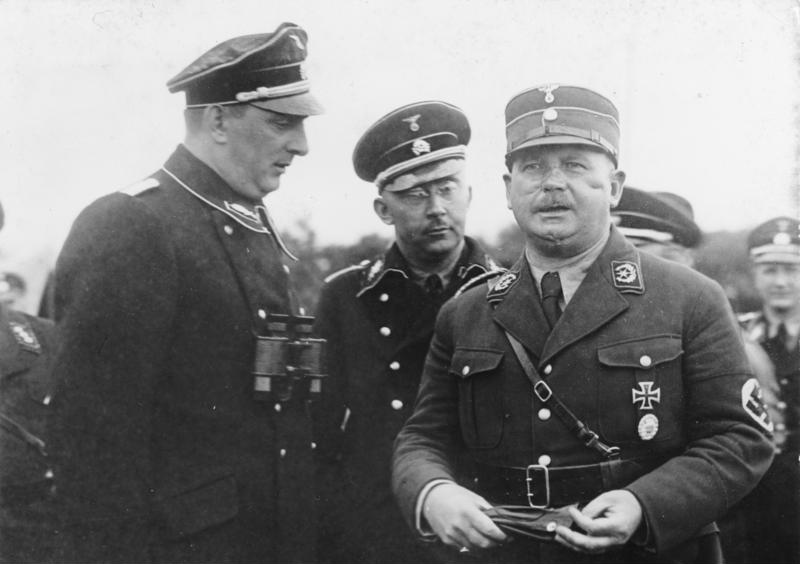
Il comandante delle Sturmabteilungen Ernst Röhm, qui con l'Oberführer Kurt Daluege (a sinistra) ed Heinrich Himmler

Il successo politico e la crescita della popolarità di Hitler indussero i vertici delle SA e gli aderenti della prima ora del partito Nazista a ritenere che il Cancelliere avesse tradito l'originario scopo della rivoluzione nazionalsocialista; egli infatti, secondo Röhm, si era discostato dal progetto anticapitalista del partito, accordandosi con i grandi affaristi, gli industriali ed il mondo dell'aristocrazia, i cosiddetti Junker, che comprendevano gli elementi più influenti della Reichswehr, ed il capo di Stato Maggiore delle SA non nascose il suo desiderio di una "seconda rivoluzione", attaccando in più occasioni la linea di condotta del Governo, continuando a coltivare l'idea che le Sturmabteilungen avrebbero dovuto trasformarsi in un vero e proprio esercito, piano in passato ideato ed autorizzato dallo stesso Hitler, da utilizzare come forza di riserva della Reichswehr.
L'intento del comandante delle SA tuttavia non si limitava all'accoglimento delle squadre d'assalto nell'esercito ma egli anelava anche di prenderne il comando, prospettiva decisamente osteggiata dallo Stato Maggiore generale tedesco, contrario anche al semplice inquadramento nelle forze armate come milizia, e l'ostilità di Röhm nei confronti di Hitler si manifestò al termine di due riunioni che si tennero tra i vertici della Reichswehr e delle SA, al fine di dirimere la questione: nella prima, che non portò significativi mutamenti nelle rispettive posizioni, il comandante delle SA rivolse frasi sprezzanti nei confronti del Cancelliere che Viktor Lutze immediatamente gli riportò, ed identico atteggiamento, condiviso anche dagli altri capi delle Sturmabteilungen, egli ebbe al termine della successiva riunione, quando alle SA fu accordata un'unica concessione, ossia che, in tempo di guerra, esse avrebbero potuto combattere a fianco dell'esercito ma solo entro i confini della Germania; tale concessione tuttavia non mitigò l'ardore di Röhm, il quale apostrofò nuovamente Hitler, anche di fronte ai militari quali il generale Heinz Guderian, ed anche in questo caso Lutze informò immediatamente il Cancelliere.

### Tentato golpe ed eliminazione

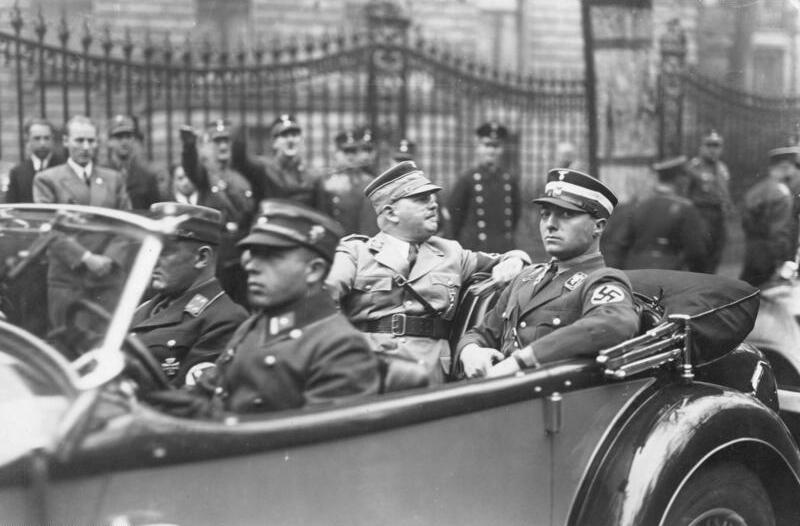
Ernst Röhm (in camicia chiara) a Berlino nel 1933 insieme a Karl Ernst (alla sua sinistra)

Arrivate a contare quasi tre milioni di uomini all'inizio del 1934, le squadre d'assalto iniziarono ad entrare in crisi per essersi attirate l'ostilità di Göring e soprattutto di Himmler. Il motivo principale di questo astio era Hitler stesso, perché Röhm gli imputava di essersi discostato dal progetto anticapitalista e rivoluzionario del partito delle origini, accordandosi con gli industriali ed il mondo dell'aristocrazia. Hitler dapprima ridusse progressivamente la sfera di influenza delle SA, e di Röhm, che nominò ministro senza portafoglio, ma l'idea diffusa dai vertici delle SS che le SA stessero preparando un colpo di Stato per rovesciare il governo di Hitler, indusse quest'ultimo a prendere la decisione di agire in modo diretto nei confronti di Röhm e dei suoi seguaci.
Le SA subirono così una violenta epurazione il 30 giugno 1934, la famigerata "notte dei lunghi coltelli", avvenuta anche con il sostegno dei vertici dell'esercito tedesco, che maltolleravano la presenza in Germania di truppe paramilitari turbolente.
Il Führer invitò Röhm e circa 200 tra gli esponenti di spicco delle SA in un albergo isolato a Bad Wiessee, in Baviera, capeggiando poi all'alba, arma in pugno, un'incursione dei suoi fedelissimi (tra cui Lutze, alto ufficiale SA), SS della sua guardia (la Leibstandarte) e agenti della Gestapo, per sorprendere i "congiurati" nel sonno, acquisendo le prove della degenerazione di alcuni, omosessuali, prelevandoli e da lì a breve facendoli freddamente trucidare dalle SS, dando in tal modo alle truppe di Himmler la possibilità di dimostrare la propria "preparazione". Nei giorni immediatamente successivi seguirono numerosi arresti e l'esecuzione di tutte le SA non fedeli a Hitler.
Dopo la "notte dei lunghi coltelli" alcuni reparti delle SA rimasero in circolazione, o asserragliati nelle proprie sedi/caserma ma, privati del comando degli ufficiali, non riuscirono ad organizzare alcun tipo di rappresaglia. Non fu possibile stabilire con esattezza il numero totale delle vittime, militari e civili, della "notte dei lunghi coltelli": secondo i dati forniti il 13 luglio dallo stesso Cancelliere del Reich, furono assassinate 71 persone.
Hitler ordinò che non sarebbero state soggette all'arresto e alla pena capitale solo le SA che giuravano totale obbedienza verso di lui; con la nomina di Viktor Lutze come nuovo "capo", ufficializzata il 26 luglio 1934, le SA furono ufficialmente rifondate e rese indipendenti dalle SS.

### Gli ultimi anni
Dopo la notte dei lunghi coltelli le SA, riorganizzate da Lutze, contribuirono al mantenimento dell'ordine pubblico in Germania e, a seguito della proclamazione delle leggi razziali, affiancarono le SS nell'opera di repressione contro gli ebrei che, nel 1938, esplose in tutta la sua violenza durante la notte dei cristalli. In seguito le SS ottennero il comando delle SA.
All'inizio della seconda guerra mondiale la maggior parte dei membri delle SA, analogamente alla maggioranza delle Allgemeine SS, fu chiamata in servizio nelle forze armate tedesche ma furono costituiti anche reparti di sole SA, denominati Feldherrnhalle SA-Panzer Korps, comprendenti 2 divisioni, 4 reggimenti e 8 battaglioni, l'equivalente su scala minore delle Waffen SS.
Al Processo di Norimberga saranno dichiarate fuorilegge e organizzazione criminale.

## Comandanti delle SA
- Oberst SA-Führer Era il comandante in capo delle SA. Hanno ricoperto tale carica:
  - Emil Maurice (1920–1921)
  - Hans Ulrich Klintzsche (1921–1923)
  - Hermann Göring (1923)
  - vacante (1923-1925)
  - Franz Pfeffer von Salomon (1926–1930)
  - Adolf Hitler (1930–1945)
- Stabschef-SA Era il capo dell'organizzazione, di fatto il comandante militare, in particolare dal 1930, quando l'Oberst fu lo stesso Hitler.
  - Otto Wagener (1929–1930)
  - Ernst Röhm (1930–1934)
  - Viktor Lutze (1934–1943)
  - Wilhelm Scheppmann (1943–1945)

### Approfondimento
- Richard Bessel, Political Violence and The Rise of Nazism: The Storm Troopers in Eastern Germany, 1925–1934, Yale University Press, 1984, ISBN 0-300-03171-8.
- Bruce Campbell, The SA Generals and The Rise of Nazism, University Press of Kentucky, 1998, ISBN 0-8131-2047-0.
- Richard J. Evans, The Coming of the Third Reich, Penguin Group, 2003, ISBN 978-0-14-303469-8.
- Richard J. Evans, The Third Reich in Power, New York, Penguin, 2005, ISBN 978-0-14-303790-3.
- Conan Fischer, Stormtroopers: A Social, Economic, and Ideological Analysis, 1929–35, Allen & Unwin, 1983, ISBN 0-04-943028-9.
- Jill Halcomb, The SA: A Historical Perspective, Crown/Agincourt Publishers, 1985, ISBN 0-934870-13-6.
- Nicholas H. (trans. and ed.) Hatch, The Brown Battalions: Hitler's SA in Words and Pictures, Turner, 2000, ISBN 1-56311-595-6.
- Paul Maracin, The Night of the Long Knives: 48 Hours that Changed the History of the World, The Lyons Press, 2004.
- Peter H. Merkl, The Making of a Stormtrooper, Princeton University Press, 1980, ISBN 0-691-07620-0.
- Daniel Siemens, Stormtroopers. A new history of Hitler's Brownshirts, Yale University Press, 2018, ISBN 978-0-300-19681-8.